# محمود حربي
محمود حربي فارح (بالفرنسية: Mahamoud Harbi Farah)  هو أحد اعظم القادة الصوماليين، وقائد الكفاح ضد الاحتلال الفرنسي لجيبوتي، وأحد الحالمين بقيام دولة الصومال الكبرى التي تجزئت بسبب الاحتلالات الخارجية والصراعات الداخلية

## نشأته ونبذة عن حياته
ولد محمود فارح الحربي في مدينة علي صبيح في جنوب غرب الصومال الفرنسي (جمهورية جيبوتي حالياً) عام 1921م، وقد تلقى علوم القرآن واللغة العربية منذ صغره، وعندما بلغ السابعة عشر توفي والده ــ عام 1938م ــ فاضطر للعمل وتوجه صوب العاصمة جيبوتي وعمل هناك كنادل في إحدى المطاعم وأثناء عمله احتك بزوار المطعم، والذين كان أغلبهم من السياح الأجانب واستفاد من اختلاف الثقافات في تلك المرحلة المبكرة من عمره خاصة الثقافة الفرنسية الاستعمارية، وبعد سنتين من عمله اندلعت الحرب العالمية الثانية وجند محمود حربي في صفوف البحرية الفرنسية وكاد يفقد حياته عندما تحطمت السفينة الفرنسية الحربية التي كان يخدم فيها على يد الألمان في البحر الأبيض المتوسط، وكان ممن كتب الله لهم النجاة، وكان أهله يعتقدون أنه من أعداد الموتي، ولكنه ذهب إلى فرنسا حيث عرض هناك شطف العيش والمدينة والحضارة والحرية.

## عمله السياسي
عاد محمود الحربي إلى جيبوتي عام 1946م، وبدأ حياته عاملا في ميناء جيبوتي، ثم أصبح رئيسا للاتحاد العمال الصوماليين، وفي عام 1947م أسس حزب الاتحاد الديمقراطي التي تفرعت من النقابة العمالية، واستطاع في شبابه أن يسيطر على الساحة السياسية لمدة عشر سنوات، وقد أصبح الرجل قوميا صوماليا معروفا فعين رئيسا لفرع نادي الشباب الصومالي المعروف (SYL) في جيبوتي ومقره في مقديشو، وقد وجد الرجل دعما من قادة عرب أمثال جمال عبد الناصر والملك سعود، وكان يتبنى القومية الصومالية العربية والانفتاح على العالم العربي.
انتخب الحربي عضوا في الجمعية الإقليمية عام 1950م ثم أعيد انتخابه عام 1955م، وأصبح ممثلا لجيبوتي في الجمعية الفرنسية في باريس، ثم نائبا لرئيس مجلس الحكومة بعد فوزه في الانتخابات في 2 من يوليو عام 1957م وأصبح حزبه هو المهيمن في البرلمان المحلي.
وبعد أن طرح الرئيس الفرنسي شارل ديغول الذي ينص على أن تكون فرنسا مع الجمهوريات التي تقبل هذا الدستور رابطة الجماعة الفرنسية قام محمود ال حربي بحملة واسعة النطاق ضد هذا الدستور وطالب حق تقرير مصير المستعمرة الفرنسية في القرن الإفريقي، وقاد مظاهرة ضد دستور ديغول، فأبعد عن رئاسة الحكومة، وأقيل كذلك كل الوزراء الذين ساندوا موقفه ثم ازدادت الاحتجاجات وأعمال الشعب حول دستور ديغول وإقالة محمود الحربي، حتى اضطرت فرنسا إلى أن تصدر مرسوما بحل المجلس الإقليمي وإبعاد الحربي ونفيه من الوطن في 21-أكتوبر 1958م، ثم قاد حركة الكفاح ضد المستعمر من الخارج، وكان ينادي بتحرير جيبوتي عن فرنسا والانضمام إلى الصومال.
أسس محمود الحربي في مقديشو (تجمع توحيد الصومال)، الذي كان هدفه توحيد الأجزاء الصومالية الخاضعة للاستعمار البريطاني والإيطالي والفرنسي، وقد انضمت إليه العديد من الأحزاب السياسية، وفي عام 1959م أسس أيضا (الحركة القومية للرابطة الصومالية)، وأعلن في مناسبة افتتاحها خطابا مشهورا في مقديشو.
كان حربي يتجول في العواصم العربية والإفريقية والأوروبية بهدف الوصول إلى هدفه التحرري، وفي إحدى زيارته إلى جنيف في سويسرة وعودته منها إلى روما وقيل إلى القاهرة تحطمت الطائرة التي كانت تقله فوق جبال الألب، في أكتوبر عام 1961م، وأصابع الاتهام اتجهت نحو المستعمر الفرنسي الذي كان ضد تحركات محمود الحربي التحررية في وقت تصاعد فيه حركات التحرر الإفريقية، واستقلت أكثر من عشر دولة إفريقية منها جمهورية الصومال عام 1960م.